# Katedra Najświętszej Maryi Panny w Maduraju
Katedra Najświętszej Maryi Panny w Maduraju – katedra rzymskokatolicka w indyjskim mieście Maduraj, siedziba arcybiskupa Maduraju i główna świątynia archidiecezji Maduraj. Katedra znajduje się przy Eat Veli Street. Jest jednym z najstarszych katolickich kościołów w Indiach, usytuowana około 2 kilometry (1.25 mil) na południowy wschód od stacji kolejowej Maduraj i 200 metrów od pałacu Thirumalai Nayak.
Jej dwie eleganckie neoromańskie dzwonnice, o 42-metrowej wysokości (140 stóp), są widoczne z daleka. Wybudowana w 1840, fasada kościoła jest fuzją różnych stylów europejskich. Kościół został nazwany Viagulamatha, początkowo znany jako Viagulamatha Koil. Obecny kościół został wybudowany w 1916. Kiedy Diecezja Maduraj została ustanowiona w 1938, Kościół Najświętszej Maryi Panny w Maduraju został podniesiony do rangi prokatedry. W 1969 kościół stał się katedrą i siedzibą biskupa. 